# Gernot Rotter
Gernot Rotter (* 14. Mai 1941 in Troppau; † 9. Juni 2010 in Stade) war ein deutscher Orientalist, Islamwissenschaftler, Publizist und Politiker.

## Leben
Rotter wurde als Sohn des Journalisten Walter Rotter (1905–1978) geboren, der Redakteur beim Main-Echo war. Sein Bruder ist der Mittelalterhistoriker Ekkehart Rotter, mit dem er zusammen 1999 das Buch Venus, Maria, Fatima. Wie die Lust zum Teufel ging schrieb, das sich mit der Sexualitäts- und Frauenfeindlichkeit islamischer und christlicher Traditionen beschäftigt.
Gernot Rotter promovierte an der Universität Bonn über Die Stellung des Negers in der islamisch-arabischen Gesellschaft bis zum XVI. Jahrhundert. Sein Lehrer in Bonn war Gustav Mensching. Die Habilitation erfolgte 1977 an der Universität Tübingen mit einer Arbeit über die Umayyaden. Sein Lehrer in Tübingen war Josef van Ess.
1980 bis 1984 war er Direktor des deutschen Orient-Instituts in Beirut. Anschließend wurde er Professor für gegenwartsbezogene Orient-Wissenschaft am Orientalischen Seminar der Universität Hamburg. 2005 wurde er emeritiert. Rotter gab die Bibliothek arabischer Klassiker heraus. 
Rotter war ein scharfer Kritiker Gerhard Konzelmanns, dem er vorwarf, ein Plagiator zu sein. Dabei plagiiere er auch Werke von Rotter.

## Politik
Von 1987 bis 1991 war er Abgeordneter der Grünen im Rheinland-Pfälzischen Landtag. 1988 stellte er im Landtag den Antrag, die Todesstrafe aus dem Text der Landesverfassung zu streichen. Nach dem Golfkrieg von 1991 kritisierte er die deutschen Medien, weil sie nach seiner Auffassung ein verzerrtes Islambild kolportierten. Rotter gehörte 2001 zu den Erstunterzeichnern des Berliner Aufrufs.
Rotter war Mitglied des Rates für Migration. Rotter bezeichnete sich als Atheist. Er war der Meinung, Theologie sei keine Wissenschaft und habe an der Universität nichts zu suchen.

## Werke
- Die Stellung des Negers in der islamisch-arabischen Gesellschaft bis zum XVI. Jahrhundert. Dissertation, Rheinische Friedrich-Wilhelms-Universität, Bonn 1967.
- Die Umayyaden und der zweite Bürgerkrieg (680–692). Deutsche Morgenländische Gesellschaft. Steiner, Wiesbaden 1982.
- Allahs Plagiator. Die publizistischen Raubzüge des Nahostexperten Gerhard Konzelmann. Palmyra Verlag, Heidelberg 1992, ISBN 3-9802298-4-X.
- Das Leben des Propheten, Tübingen 2004.
- Nahostlexikon. Der israelisch-palästinensische Konflikt von A-Z. Palmyra Verlag, Heidelberg 2006.

Artikel und Aufsätze
- Die grausame Logik des Märtyrertums. Bei der Bekämpfung des islamistischen Terrors dürfen seine gesellschaftspolitischen Ursachen nicht aus dem Blick geraten. In: Die Zeit. 16. September 2001.
- Das schlechte Gewissen der Kalifen. Kemalismus, Nasserismus, Baath-Partei. Der Islam trennt Religion und Staat anders als der Westen. In: Die Zeit. Nr. 41, 2001.
- Guter Mann Mohammed. Die Hysterie des islamistischen Mobs gegen ein paar kritische Karikaturen ist erschreckend. In: taz. 7. Februar 2006.

Übersetzungen aus dem Arabischen
- Muslimische Inseln vor Ostafrika. Eine arabische Komoren-Chronik des 19. Jahrhunderts (= Beiruter Texte und Studien. Band 18). Steiner, Wiesbaden 1976.
- Usama ibn Munqidh: Ein Leben im Kampf gegen Kreuzritterheere. Horst Erdmann Verlag, Tübingen 1978.
- Vernunft ist nichts als Narretei. Die Maqamen. Aus dem Arabischen vollständig übertragen und bearbeitet von Gernot Rotter. Bibliothek arabischer Klassiker 5. Tübingen: Edition Erdmann 1982.
- Al Mas'ûdî: Bis zu den Grenzen der Erde. Auszüge aus dem „Buch der Goldwäschen“, übertragen und bearbeitet. Goldmann Verlag, München 1988, ISBN 3-442-08775-9.
- Abu l-Faradsch: Und der Kalif beschenkte ihn reichlich. Auszüge aus dem Buch der Lieder. Aus dem Arabischen übertragen und bearbeitet. Edition Erdmann, Lenningen 2004, ISBN 3-86503-015-7.

Als Herausgeber
- Die Welten des Islam. Neunundzwanzig Vorschläge, das Unvertraute zu verstehen, Fischer, Frankfurt am Main 1994, ISBN 3-596-11480-2.